# Golubkina (cràter)
Golubkina és un cràter d'impacte en el planeta Venus de 28,4 km de diàmetre. Porta el nom d'Anna Golúbkina (1864-1927), escultora russa, el qual va ser aprovat per la Unió Astronòmica Internacional el 1985.